# Binissalem
Binissalem település Spanyolországban, a Baleár-szigeteken. Binissalem Alaró, Lloseta, Inca, Sencelles és Consell községekkel határos. Lakosainak száma 9281 fő (2024).

## Népesség
A település népessége az elmúlt években az alábbi módon változott:
| Lakosok száma | 5424 | 6051 | 6475 | 7251 | 7601 | 7936 | 7966 | 8567 | 8895 | 9281 |
|               | 2001 | 2004 | 2006 | 2009 | 2011 | 2014 | 2016 | 2019 | 2021 | 2024 |

## Híres személyek
- Miguel Ángel Moyà labdarúgó